# Tsukasa Ozawa
Tsukasa Ozawa (japanisch 小澤 司 Ozawa Tsukasa; * 8. Mai 1988 in Odawara, Präfektur Kanagawa) ist ein ehemaliger japanischer Fußballspieler.

## Karriere
Tsukasa Ozawa erlernte das Fußballspielen in der Schulmannschaft der Toin Gakuen High School und der Universitätsmannschaft der Universität Tsukuba. Seinen ersten Vertrag unterschrieb er 2011 bei Mito HollyHock. Der Verein aus Mito spielte in der zweithöchsten Liga des Landes, der J2 League. Für den Verein absolvierte er 127 Ligaspiele. 2015 wechselte er für zwei Jahre zum  FC Suzuka Rampole. Die Saison 2017 stand er beim FC Imabari und Veertien Mie unter Vertrag. Im Februar 2018 verpflichtete ihn sein ehemaliger Verein Suzuka Unlimited FC. Hier stand er bis Saisonende 2020 unter Vertrag.
Am 1. Februar 2021 beendete er seine Karriere als Fußballspieler.